# インドリジン
インドリジン（英: indolizine）は複素環式芳香族有機化合物の一種であり、インドールの異性体にあたる。
スワインソニンやカスタノスペルミンなど様々なインドリジンアルカロイドの基本骨格である。

## インドリジンアルカロイドの構造

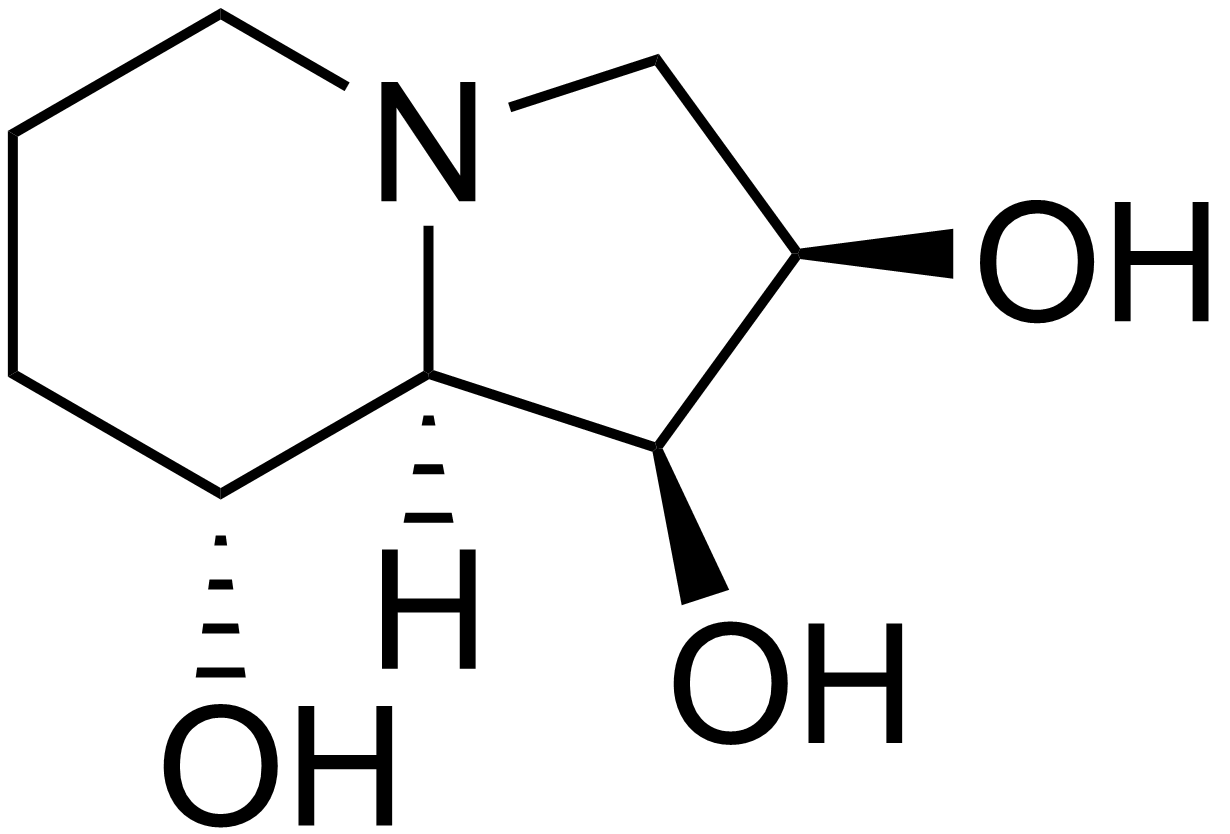
スワインソニン
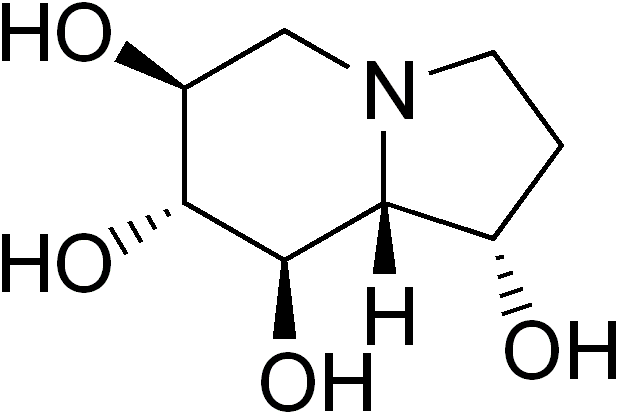
カスタノスペルミン
プミリオトキシンA and B